# Toušický most
Toušický most je barokní kamenný most přes Toušické prahy na Výrovce (Vavřineckém potoce) s pěti oblouky, zakotvený do skály, z druhé poloviny 17. století. Od 18. století je zakreslen na všech vojenských mapách. 
Most má pět oblouků a jeho pilíře jsou založeny přímo na skalním prahu a na návodní straně jsou zpevněny břity. Most je postaven z místní ruly a není vyloučeno, že na jeho stavbu byl použit i stavební materiál pocházející z původní rozpadající se tvrze. Toušický most je zapsán do Ústředního seznamu nemovitých kulturních památek pod č. 45927/2-3464. V minulosti byla ze Zásmuk do Kouřimi zřízena Naučná stezka Zásmuky–Kouřim, která vedla přes Toušice kolem zbytků tvrze k baroknímu mostu. Též se na potoce Vavřinci každoročně pořádají vodácké soutěže, při kterých se zvedne hladina potoka na cca 1 m, pomocí náhlého vypuštění rybníka na horním toku.